# Giovanni Battista Rogeri
Giovanni Battista Rogeri (* um 1642 in Bologna; † um 1710 in Brescia) war ein italienischer Geigenbauer.
Rogeri ging nach Cremona und arbeitete dort 1661–62 bei Nicolò Amati. Um 1664 heiratete er und ließ sich als Geigenbaumeister in Brescia nieder. Er setzte hier die Geigenbautradition von Gasparo da Salo und Giovanni Paolo Maggini fort. Seine besten Instrumente, darunter auch einige Celli, entstanden in der Zeit ab etwa 1690. In dieser Zeit wurde er von seinem Sohn Pietro Giacomo unterstützt, der ab 1705 mit eigenen Instrumenten hervortrat.
Eine von Rogeri gefertigte Violine spielte beispielsweise Gerhard Voss als zweiter Geiger des Melos Quartetts.